# Kralice nad Oslavou
Kralice nad Oslavou é uma comuna checa localizada na região de Vysočina, distrito de Třebíč.